# Valuk, karantanski knez
Valuk (lat. Wallucus dux Winedorum), slavenski knez Karantanije koji je vladao oko 630. godine. Postoji mogućnost da je Valuk bio prvi karantanski knez i osnivač kneževine, ali nije poznato jesu li kasniji karantsnki knezovi rodbinski povezani s njime. Vladao je u vrijeme Samova kraljevstva, kojim je, prema oskudnim izvorima, upravljao nekadašnji franački trgovac Samo († 658.).

## Vanjske poveznice
- Valuk - slovenska-biografija.si (slov.)